# Café Westend

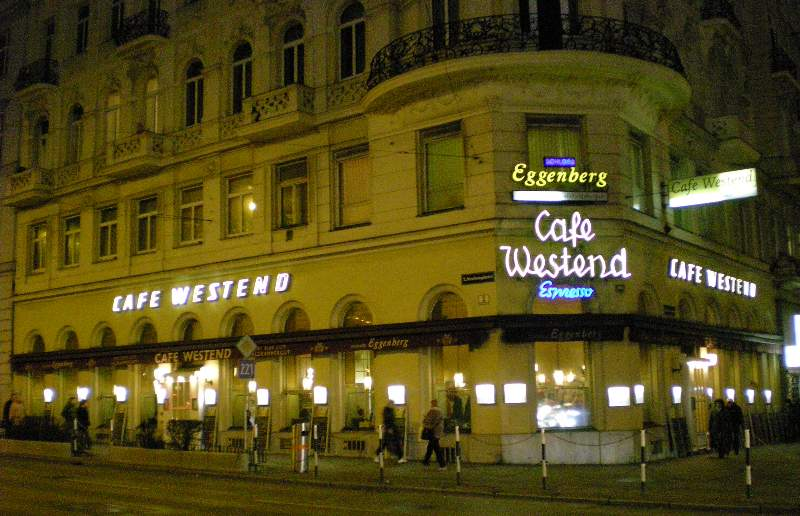
Café Westend

Das Café Westend ist ein klassisches Wiener Kaffeehaus im 7. Wiener Gemeindebezirk Neubau an der Ecke von Neubaugürtel und Mariahilfer Straße 128.

## Geschichte

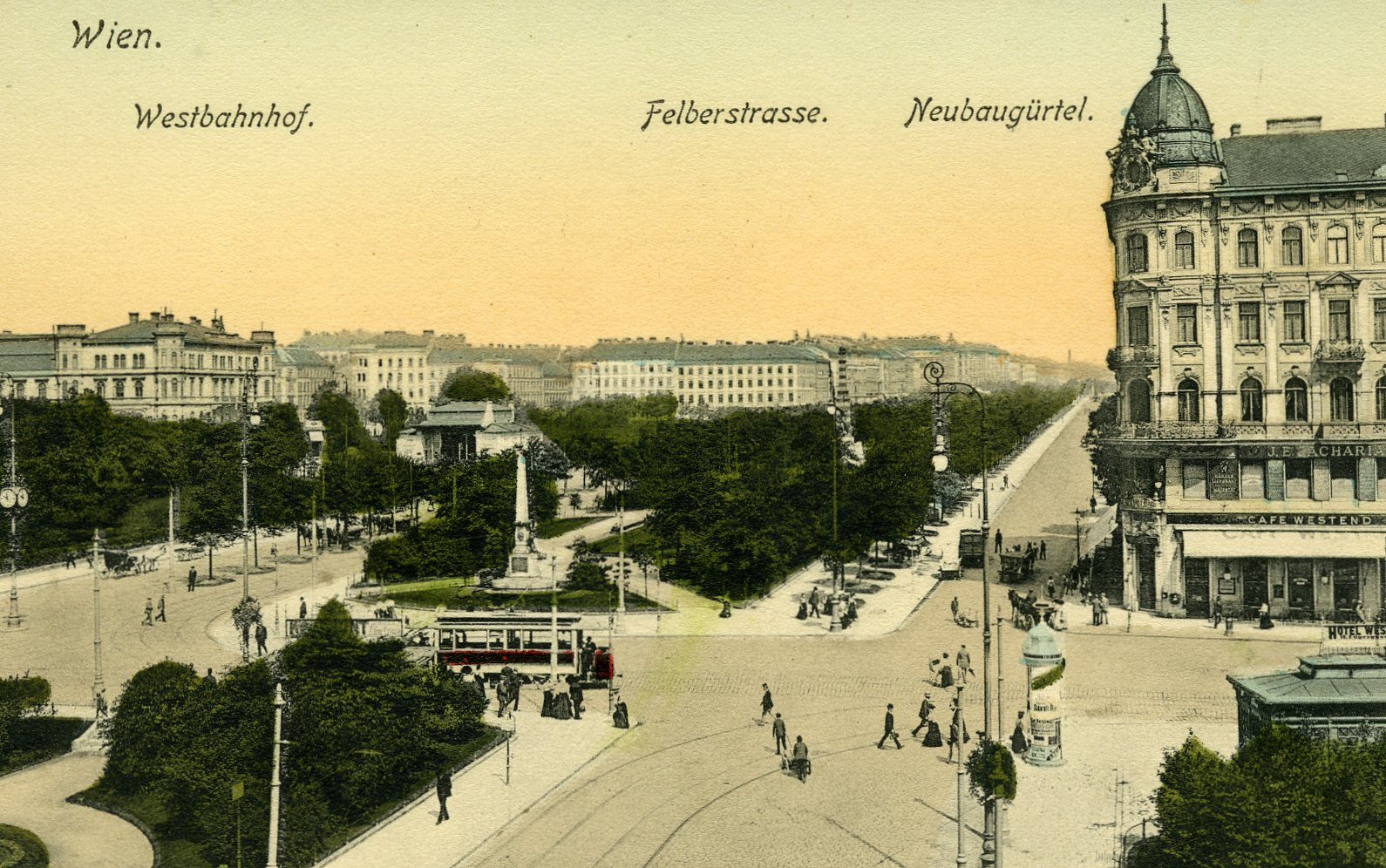
Der Neubaugürtel mit Café Westend um 1900

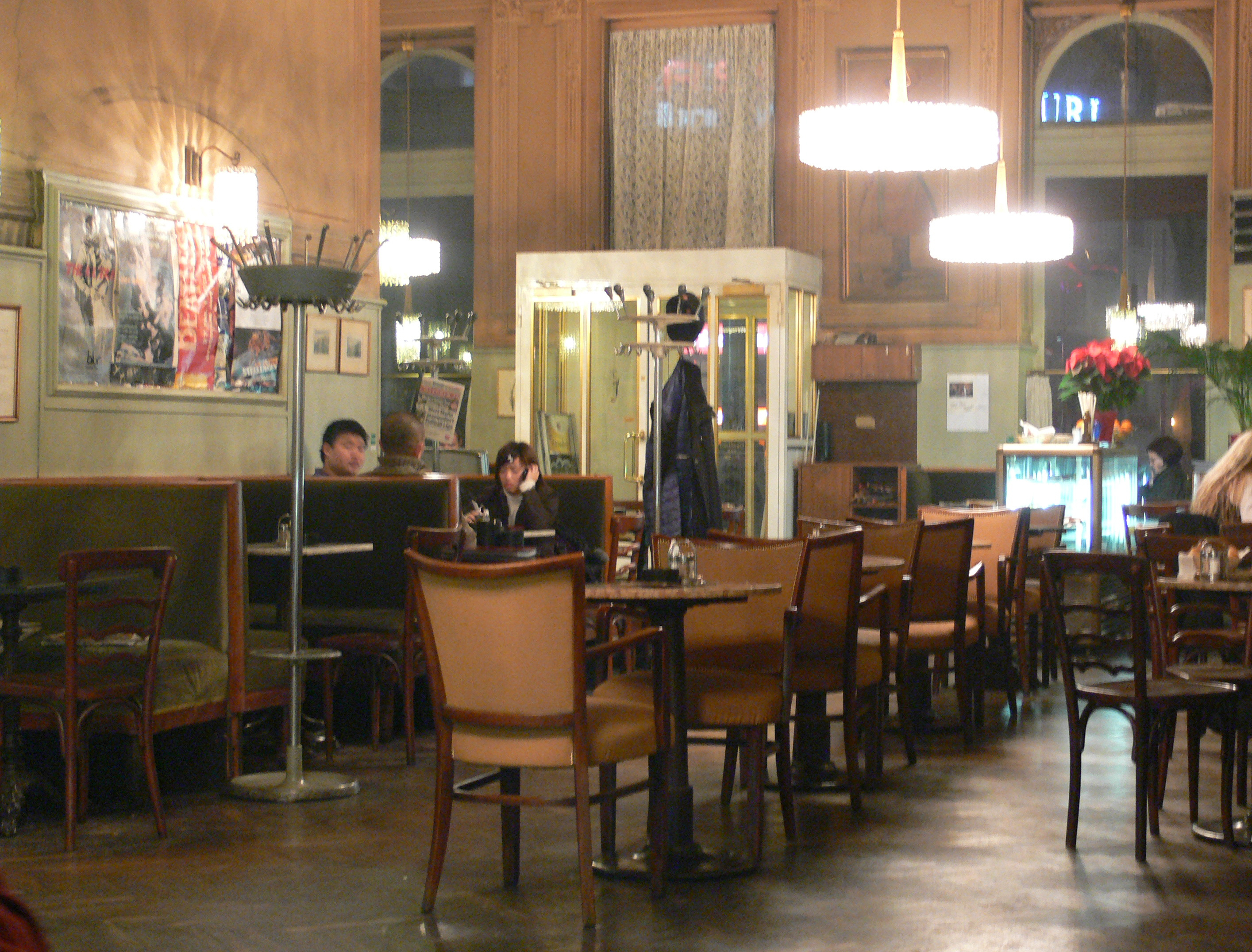
Innenansicht

Das Kaffeehaus ist im Zachariashof, einem 1899 vom Architekten Robert Prihuda errichteten großen Eckzinshaus, untergebracht. Das genaue Eröffnungsdatum war, damaligen Zeitungsberichten zufolge, der 16. Dezember 1899. (Nach anderer Quelle wurde das Café Westend jedoch bereits im Jahr 1895 (Cafejournal, 2004) beziehungsweise 1896 (Kurier 2013) eröffnet.) Am 30. April 1919 brachten ein (eine?) Jos. F. Postl und ein Rudolf Steigberger „einem P. T. Publikum die höfliche Anzeige, dass wir das allbekannte Café Westend ab 1. Mai 1919 übernehmen.“ 80 Jahre blieb es im Besitz der Familie Postl, bis es im Jahr 1999 von Edmund und Melitta Kroyer übernommen wurde, die es in der Rechtsform der Kroyer GmbH bis zur Übernahme durch Hans und Claudia Kroyer weiterführten.
Die Raumgestalt mit ihren hohen, stuckverzierten Decken ist noch weitgehend erhalten, die Luster stammen allerdings aus den 1950er-Jahren. Aufgrund seiner Nähe zum Westbahnhof hat das Kaffeehaus stets in besonderem Maße Reisende und Pendler angezogen. Es war zudem ein Stammcafé von Robert Stolz, Berthold Viertel beschreibt es in seinen Erinnerungen, auch Heimito von Doderer erwähnt es in seinen Schriften. In Meine Caféhäuser (1960) schreibt Doderer:

„Manche verschwinden sehr bald nach ihrer Ankunft am Westbahnhof im Café, wo nichts los ist: eben darum; und weil sie dort vieles los sind.“
Laut Angaben der neuen Betreiber lag das Café jedoch bis zur Übernahme 1999 im „Dornröschenschlaf"“ und die Gäste blieben aus. Nach Komplettaustausch des Personals (mit Ausnahme eines altgedienten Kellners) und behutsamer Konservierung und Restaurierung des Altbestands, würden nun „auch wieder junge Leute und nicht nur die typischen Studenten“ das Lokal aufsuchen. Am 1. September 2018 wurde das Kaffeehaus ein weiteres Mal neu übernommen und sanft renoviert.
Mit 30. Juni 2022 wurde das Kaffeehaus geschlossen. Nach 123 Jahren erlaubte die geringe Gästelage keinen weiteren Betrieb. Als Grund gab der Inhaber die Corona-Krise und die hohen Energiepreise an. Zudem soll zwischen dem Mieter und dem Vermieter kein gutes Verhältnis bestanden haben. Die Zukunft war lange Zeit ungewiss, zeitweilig wurde eine finanzielle Beteiligung der Stadt, um den Weiterbetrieb des Cafés zu ermöglichen, angedacht.
Am 21. Mai 2023 wurde das Café, durch den neuen Betreiber Yasha Afdasta, wieder geöffnet. Neu am Konzept ist, dass das Westend tagsüber ein klassisches Café bleibt, sich jedoch abends in eine Bar verwandelt, in der Cocktails, Aperitifs und Fingerfood serviert werden und Livemusik gespielt wird. Zudem ist ein Gastgarten geplant.